# Chamaecrista labouriaeae
Chamaecrista labouriaeae là một loài thực vật có hoa trong họ Đậu. Loài này được (H.S.Irwin & Barneby) H.S.Irwin miêu tả khoa học đầu tiên.